# Llista d'eleccions de 2018
Les eleccions següents estan programades per a l'any 2018.

## Àfrica
- Eleccions generals de Sierra Leone de 2018
- Eleccions generals cameruneses de 2018
- Eleccions parlamentàries de Djibouti de 2018
- Eleccions presidencials egipcies de 2018
- Eleccions parlamentàries gaboneses de 2018
- Eleccions parlamentàries guineanes de 2018
- Eleccions parlamentàries libaneses de 2018
- Eleccions presidencials malienses de 2018
- Eleccions parlamentàries malienses de 2018
- Eleccions parlamentàries mauritanes de 2018
- Eleccions parlamentàries ruandeses de 2018
- Eleccions parlamentàries de Sant Jaume de 2018
- Eleccions generals sud-sudaneses de 2018
- Eleccions legislatives swazis de 2018
- Eleccions parlamentàries togoleses de 2018
- Eleccions generals de Zimbabwe de 2018

## Àsia
- Eleccions parlamentàries afganeses de 2018 7 de juliol de 2018
- Eleccions parlamentàries butaneses de 2018
- Eleccions generals cambodjanes de 2018 29 de juliol de 2018
- Índia:
  - Eleccions legislatives de Meghalaya de 2018
  - Eleccions de l'Assemblea Legislativa de Nagaland de 2018
  - Eleccions legislatives de Mizoram de 2018
  - Eleccions legislatives de Madhya Pradesh de 2018
  - Eleccions legislatives de Chhattisgarh de 2018
  - Eleccions legislatives de Rajasthan de 2018
  - Eleccions legislatives de Karnataka de 2018
- Eleccions locals indonèsies de 2018
- Eleccions parlamentàries de Malàisia de 2018
- Eleccions presidencials de Maldives de 2018
- Eleccions generals pakistaneses de 2018 15 de juliol de 2018
- Eleccions locals de sud-coreanes de 2018 13 de juny de 2018
- Eleccions locals taiwaneses de 2018
- Eleccions generals tailandeses de 2018
- Eleccions legislatives de Turkmenistan de 2018 25 de març de 2018

## Orient Mitjà
- Eleccions parlamentàries de Bahrain de 2018
- Eleccions parlamentàries iraquianes de 2018
- Eleccions generals del Kurdistan iraquià de 2018
- Eleccions municipals israelianes de 2018
- Eleccions parlamentàries libaneses de 2018
- Eleccions presidencials armenias de 2018
- Eleccions presidencials d'Azerbaidjan de 2018

## Europa
- Eleccions locals belgues de 2018
- Eleccions generals de Bòsnia de 2018
- Eleccions presidencials txeques de 2018
- Eleccions presidencials xipriotes de 2018
- Eleccions locals holandeses de 2018
- Eleccions presidencials finlandeses de 2018
- Eleccions presidencials georgianes de 2018
- Eleccions parlamentàries hongareses de 2018
- Eleccions presidencias irlandeses de 2018
- Eleccions generals italianes de 2018
- Eleccions parlamentària letones de 2018
- Eleccions parlamentàries luxemburgueses de 2018
- Eleccions parlamentàries moldaves de 2018
- Eleccions presidencials de Montenegro de 2018
- Eleccions presidencials russes de 2018
- Eleccions parlamentàries eslovenes de 2018
- Eleccions generals sueques de 2018
- Eleccions locals del Regne Unit de 2018

## Amèrica del Nord
- Eleccions parlamentàries de Barbados de 2018
- Canadà de eleccions 2018
  - Eleccions generals de New Brunswick de 2018
  - Eleccions generals d'Ontario de 2018
  - Eleccions generals de Quebec de 2018
- Eleccions generals costarricenses de 2018
- Eleccions parlamentàries cubanes de 2018
- Eleccions parlamentàries granadines de 2018
- Eleccions general mexicana de 2018 de
- Eleccions federals de Mèxic de 2018
- Eleccions legislatives salvadorenques de 2018
- Eleccions generals de Sint Maarten de 2018
- Eleccions als Estats Units de 2018
  - Eleccions gubernamentals dels Estats Units de 2018
  - Eleccions de la Cambra de Representants dels Estats Units de 2018
  - Eleccions del Senat dels Estats Units de 2018

## Amèrica del Sud
- Eleccions generals brasileres de 2018
- Eleccions parlamentàries colombianes de 2018
- Eleccions presidencials colombianes de 2018
- Eleccions generals paraguaianes de 2018
- Eleccions presidencials veneçolanes de 2018

## Oceania
- Eleccions parlamentàries de les illes Cook de 2018
- Eleccions parlamentàries fixes de 2018
- Eleccions parlamentàries de les illes Solomon de 2018
- Eleccions estatals de Tasmània de 2018
- Eleccions estatals del sud d'Austràlia de 2018
- Eleccions estatals victorianes de 2018